# Фіорентіна (жіночий футбольний клуб)
Жіночий футбольний клуб «Фіорентіна» (італ. Associazione Calcio Fiorentina Femminile) — італійський жіночий футбольний клуб, заснований у 2015 році. Жіноча секція футбольного клубу «Фіорентіна».

## Історія
Клуб був заснований у 2015 році, коли «Фіорентіна» придбала ліцензію Серії A існуючого жіночого клубу «Фіренце».
Після свого заснування жіночий футбольний клуб «Фіорентина» став першим професійним жіночим футбольним клубом в історії Італії.
У сезоні 2016–17 років «Фіорентина» зробила золотий дубль, вигравши чемпіонат Італії та кубок.
У сезоні 2017–18 років «Фіорентина» дебютувала в кваліфікації Ліги чемпіонів УЄФА.

## Досягнення
- Серія А
  -  Чемпіон (1): 2017

- Кубок Італії
  -  Володар Кубка (2): 2017, 2018

- Суперкубок Італії
  -  Володар Суперкубка (1): 2018

## Виступи в єврокубках
| Сезон   | Турнір              | Раунд                        | Суперник            | Вдома          | В гостях       | Результат      |
| ------- | ------------------- | ---------------------------- | ------------------- | -------------- | -------------- | -------------- |
| 2017–18 | Ліга чемпіонів УЄФА | 1/16                         | «Фортуна» (Йоррінг) | 2-1            | 0-0            | 2–1            |
| 2017–18 | Ліга чемпіонів УЄФА | 1/8                          | «Вольфсбург»        | 0-4            | 3-3            | 3-7            |
| 2018–19 | Ліга чемпіонів УЄФА | 1/16                         | «Фортуна» (Йоррінг) | 2-0            | 2-0            | 4–0            |
| 2018–19 | Ліга чемпіонів УЄФА | 1/8                          | «Челсі» (Лондон)    | 0-6            | 0-1            | 0-7            |
| 2019–20 | Ліга чемпіонів УЄФА | 1/16                         | «Арсенал» (Лондон)  | 0–4            | 0–2            | 0–6            |
| 2020–21 | Ліга чемпіонів УЄФА | 1/16                         | «Славія» (Прага)    | 2-2            | 1-0            | 3–2            |
| 2020–21 | Ліга чемпіонів УЄФА | 1/8                          | «Манчестер Сіті»    | 0-5            | 0-3            | 0-8            |
| 2024–25 | Ліга чемпіонів УЄФА | Перший кваліфікаційний раунд | «Брондбю»           | 1–0 (півфінал) | 1–0 (півфінал) | 1–0 (півфінал) |
| 2024–25 | Ліга чемпіонів УЄФА | Перший кваліфікаційний раунд | «Аякс» (Амстердам)  | 1–0 (фінал)    | 1–0 (фінал)    | 1–0 (фінал)    |
| 2024–25 | Ліга чемпіонів УЄФА | Другий кваліфікаційний раунд | «Вольфсбург»        | 0-7            | 0-5            | 0-12           |